# 卡拉巴赫汗国
卡拉巴赫汗国（波斯語：‎）是一个半独立的突厥汗国，位于今天的亚美尼亚和阿塞拜疆，該國约成立於1748年，當時為伊朗的附屬國。卡拉巴赫汗国的半獨立地位一直持續至1806年，當時俄罗斯-波斯战争爆發，俄罗斯帝国从伊朗手中取得对卡拉巴赫汗国的控制权。1813年，俄罗斯沙皇亚历山大一世與卡扎尔王朝君主法特赫-阿里沙·卡扎爾簽訂《古利斯坦条约》，伊朗正式將卡拉巴赫汗国割讓給俄羅斯 。1822年，卡拉巴赫汗国被废除，成為俄羅斯領土上的一部分。